# Frontière entre Djibouti et la Somalie

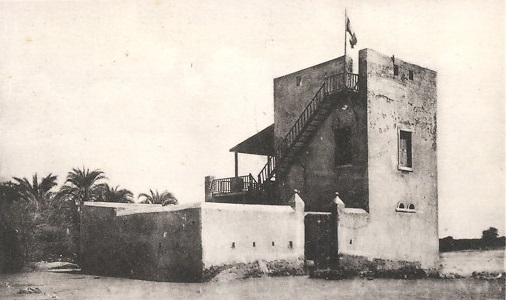
Le poste-frontière (français, à l'époque) de Loyada, au début du XXe siècle.

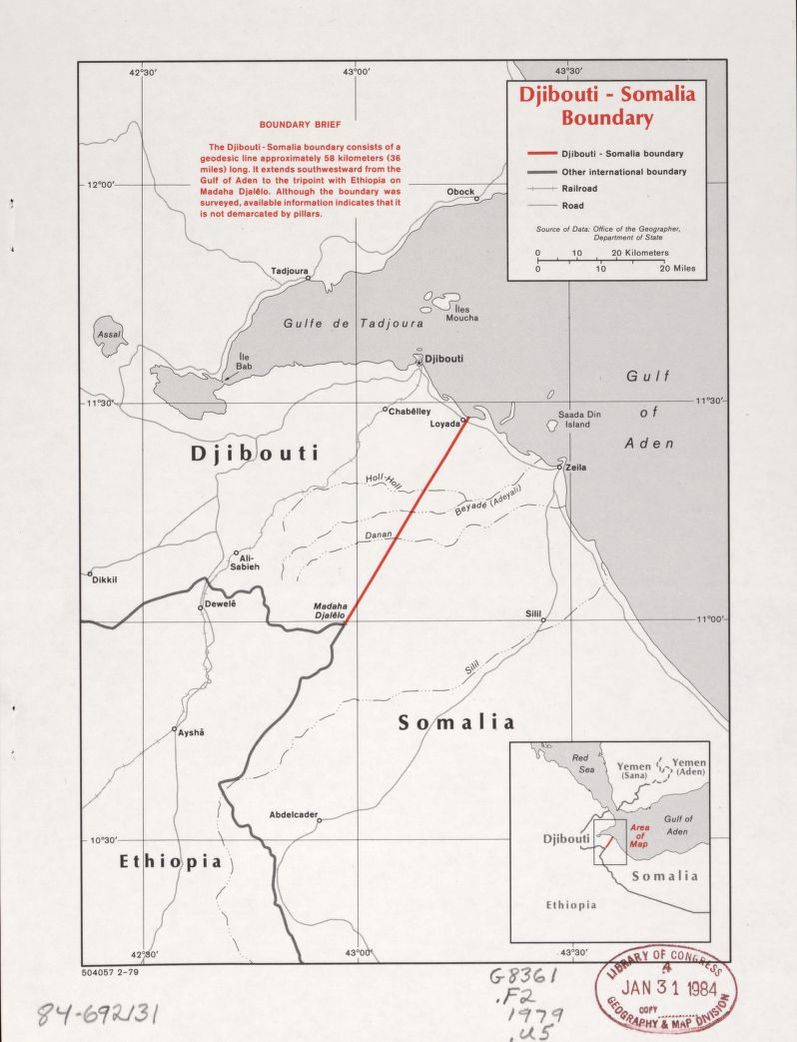
Tracé de la frontière sur une carte américaine de 1979.

La frontière entre Djibouti et la Somalie est la frontière séparant la république de Djibouti et la Somalie (le Somaliland entre 1888 et 1960 et depuis 1991).

## Définition
L'extrémité littorale de cette frontière est fixée à Loyada («puits d’Hadou» dans le texte) par les notes échangées les 2 et 9 février 1888 entre l'ambassadeur français à Londres, William Henry Waddington, et Robert Arthur Talbot Gascoyne-Cecil, Premier ministre et ministre britannique des Affaires étrangères. Ce point est reconnu par des représentants des deux parties en 1890, et officiellement aborné le 20 octobre 1933.
L'autre extrémité de cette frontière est fixée à la suite d'une négociation tripartite (autorités coloniales françaises de Djibouti, autorités coloniales britanniques du Somaliland et Éthiopie) sur le point de tri-jonction qui se déroule entre mars 1933 et avril 1934. Ce point est fixé à « Medha-Djallelo » le 18 avril 1934.
Cette frontière n'a pas été abornée, à part son extrémité littorale, ni même délimitée. Elle n'est définie que comme la ligne droite entre ces deux points précisément identifiés.